# Walter Ris
Walter Stephen "Wally" Ris (Chicago, 4 de janeiro de 1924-Mission Viejo, 25 de dezembro de 1989) é um ex-nadador dos Estados Unidos. Ganhador de duas medalhas de ouro nos Jogos Olímpicos de Londres em 1948.
Nadou pela Universidade do Iowa, onde foi campeão colegial nacional nas 100 jardas livres em 1948 e 1949.
Entrou no International Swimming Hall of Fame em 1966.